# Meredith Hagner
Meredith Hagner (Chapel Hill, 31 mei 1987) is een Amerikaanse actrice. Zij werd in 2009 genomineerd voor een Daytime Emmy Award voor haar rol als Liberty Ciccone in As the World Turns.